# Nicolaaskerk (Pewsum)
De Nicolaaskerk (Duits: Nicolai-Kirche) is de kerk van de lutherse gemeente in Pewsum in de Oost-Friese gemeente Krummhörn. De Nicolaaskerk is een van de drie lutherse kerkgebouwen in de sterk door het calvinisme gedomineerde Krummhörn. De andere twee lutherse gemeenten bevinden zich in Loquard en Woquard. Van deze drie lutherse gemeenten is Pewsum de grootste. Vlak bij de kerk bevindt zich de Manningaburg, waar men tegenwoordig een museum over de Oost-Friese burchten en hoofdelingen huisvest.

## Geschiedenis
De huidige kerk van Pewsum werd op een warft gebouwd en dateert uit de 15e eeuw.
In de jaren 1860 vond er een ingrijpende verbouwing plaats en werd de zaalkerk ommanteld met nieuwe buitenmuren. Uit deze tijd stamt het huidige aanzien van het gebouw. Tegelijkertijd werd een boog van het voormalige doksaal in het huidige westelijke portaal verwerkt. Het oorspronkelijke rechthoekige koor werd in een polygonale vorm veranderd. Enkele jaren later liet men ook de vrijstaande toren met nieuw muurwerk ommantelen.
De klok uit 1458 draagt een inschrift, dat verwijst naar de wijding van de kerk aan de heilige Nicolaas.

## Interieur

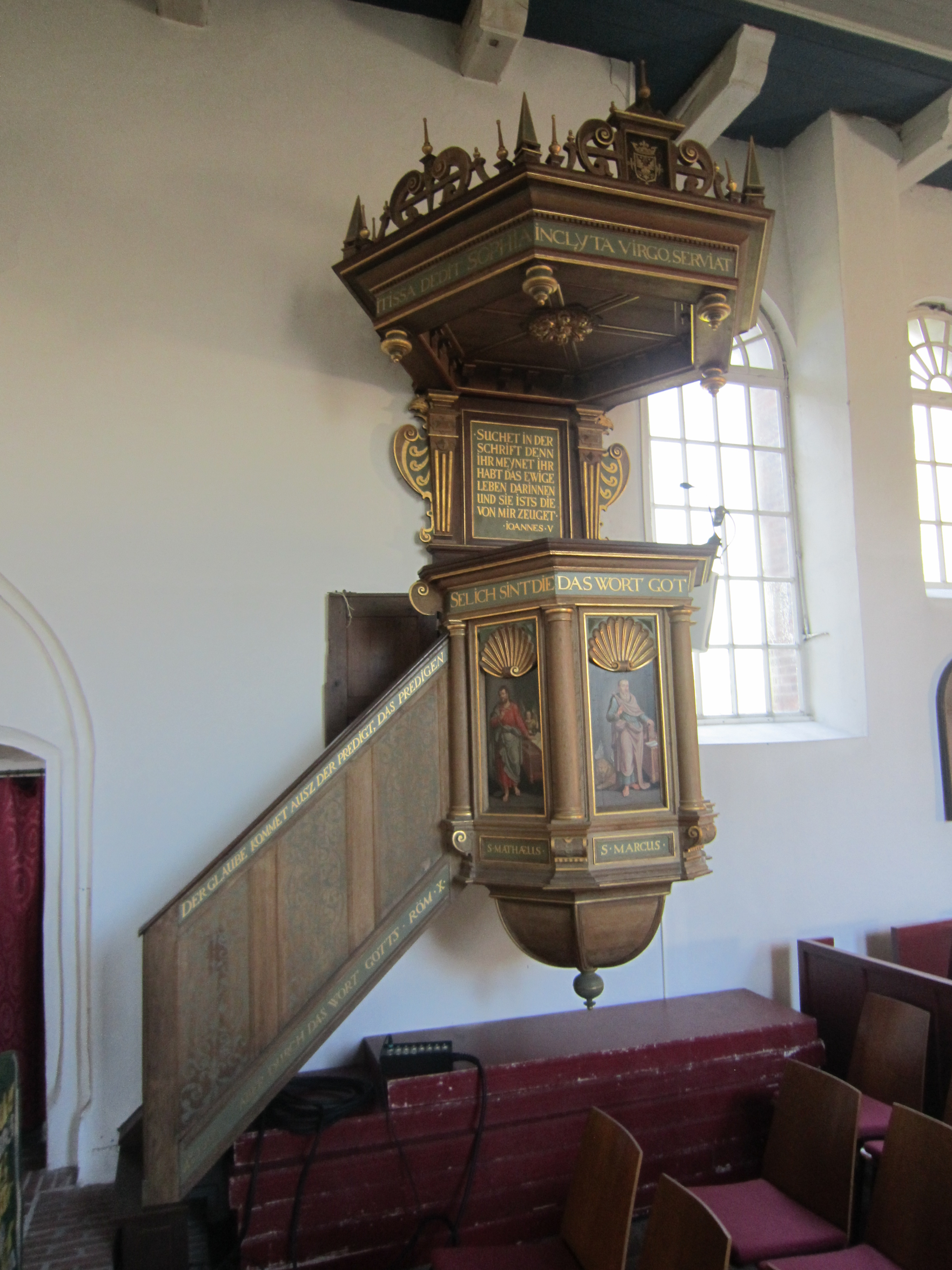
Preekstoel

Het interieur van de kerk wordt boven deels afgesloten met een balkenplafond en deels met een tongewelf. De westelijke galerij dateert uit 1843.
Pronkstuk van de kerk is een preekstoel uit de late renaissance. Het klankbord draagt het wapen van gravin Sofia, die in Pewsum stierf († 1630). De eikenhouten preekstoel werd in 1937 in de oude staat terug gebracht door een witte laklaag te verwijderen en het aanbrengen van groengrijze en roodbruine kleuren met vergulde accenten. De kansel en trap zijn versierd met meerdere bijbelteksten en in de velden van de kanselkuip bevinden zich de geschilderde panelen van de vier evangelisten.
Uit de laatgotische tijd bleef een sacramentsnis uit de 15e eeuw met de oorspronkelijke beschildering bewaard. Onder de grafzerken valt een met putti en doodshoofden versierde zerk van Tetta Manninga († 1562) op.
Twee barokke schilderijen uit de 17e eeuw betreffen voorstellingen van de Opstanding en de Hemelvaart van Christus.
Tot de vasa sacra behoren een zilveren kelk (1608), een tinnen kan (1730) en een zilveren kan (1845).

#### Orgel
Een in de jaren 1752-1753 door Johann Friedrich Constabel gebouwd orgel werd in de jaren 1857-1861 vervangen door een instrument van Gerd Sieben Janssen. In 1919 werd achter de orgelkas van het Janssen-orgel een nieuw instrument door een orgel van P. Furtwängler & Hammer gebouwd. De orgelkas van dit orgel verhuisde naar de Petruskerk te Westeraccum, toen in 1969 de orgelbouwer Hermann Hillebrand uit Altwarmbüchen het huidige orgel voor de kerk bouwde. Het kerkorgel heeft 20 registers verdeeld over twee manualen en pedaal.